# Toyota 4500GT
La Toyota 4500GT è una concept car presentata dalla Toyota nel 1989.

## Sviluppo
La vettura venne presentata per la prima volta presso il salone automobilistico di Francoforte del 1989 e proponeva una possibile idea che si sarebbe potuta concretizzare nella nuova Lexus Coupé. Diversi test prestazionali vennero eseguiti successivamente alla presentazione ufficiale presso l'autodromo del Fuji.

## Tecnica
Artefici del design furono Koji Nishikawa e Masataka Esaki, mentre gli interni furono curati da Akahira Kaoru. Il propulsore V8 4.5 da 300 cv di potenza con 383 Nm di coppia gestito da un cambio manuale a sei rapporti era derivato da quello impiegato sulla Lexus V8, mentre il corpo vettura, che offriva un coefficiente aerodinamico di 0,29 CX, era in alluminio e carbonio. Le sospensioni erano attive ed erano controllate da un sistema elettronico Piezos-TEMS (Toyota Electronic Modulated Suspension).